# Сан Мартин (Салвадор)
Сан Мартин (шп. San Martín) је град у Салвадору у департману Сан Салвадор. Према процени из 2007. у граду је живело 72.758 становника.